# 真命天師
《真命天師》（Triumph over Evil）是香港無綫電視于1997年拍攝的電視連續劇，全劇共20集（香港首播為15集），監製蕭顯輝，主要演員有黃智賢、張家輝、徐濠縈、滕麗名、劉錦玲、楚原等。

## 故事大綱
平凡小捕快連年為揭穿騙子張震天的真面目，在一次誤打誤撞下殺死了妖道的義子。原來連年腳踏七星之士，是唯一能接掌道教天師一位的人。妖道得悉其身份後，便派出荷抱子親近之，欲置他於死地。連年屢次身陷險境，幸得玄丹子多番出手相助，才安然無恙。另一方面，連年一直傾慕富家小姐菁菁，所以對於接掌天師一事，不感興趣。後菁菁被父逼婚，遂隨連年浪跡江湖，感情突飛猛進。而一直暗戀菁菁的張震天為成全二人，毅然放棄，後與玄丹子展開另一段愛情。不久，荷抱子身份遭識破，連年晴天霹靂，但仍處處維護她，更與菁菁等反目…

## 演員表
- 黃智賢 飾 連　年
- 張家輝 飾 張震天
- 滕麗名 飾 龍菁菁
- 徐濠縈 飾 玄丹子
- 楚　原 飾 妙道士
- 劉錦玲 飾 荷抱子
- 張英才 飾 張天師
- 江　漢 飾 久觀道
- 麥子雲 飾 王龍居士
- 李國麟 飾 殘天子
- 郭卓樺 飾 缺地子
- 羅立勤 飾 破德子
- 黃宗賜 飾 落道子
- 麥嘉倫 飾 阿　南
- 羅國維 飾 龍　福
- 劉桂芳 飾 龍夫人
- 李龍基 飾 連　百
- 潘碧嫦 飾 連　母
- 陳勉良 飾 廟　祝/道　士
- 羅　蘭 飾 張婆婆
- 鄧煜榮 飾 店　主
- 劉家聰 飾 小　二/道　士
- 黃偌儀 飾 春　桃
- 陳中堅 飾 村　長
- 羅君左 飾 肥巴子
- 孫季卿 飾 老道士
- 伍文生 飾 道　士/明/道士乙
- 湯俊明 飾 道　士/光/道士丙
- 蔣　克 飾 道　士/東/道士甲
- 華忠男 飾 縣　官
- 呂劍光 飾 師　爺
- 郭　淨 飾 衙差甲/衙　差
- 甘子正 飾 衙差乙/衙　差/苗疆六邪甲
- 彭國樑 飾 衙差丙/衙　差/店小二
- 鄧泰和 飾 掌　門
- 何美好 飾 掌門妻
- 王維德 飾 蕭公子
- 曹　濟 飾 銀庄老闆
- 邱萬城 飾 雜貨店主
- 龍志成 飾 裁　縫/老　闆
- 陳煜聲 飾 風
- 黎強根 飾 火
- 楊健武 飾 雪
- 陸希揚 飾 衙　差
- 邵卓堯 飾 衙　差
- 張俊華 飾 衙　差
- 張智軒 飾 村　民
- 孫恩明 飾 荷手下/道　士
- 魏惠文 飾 荷手下
- 鄭家生 飾 太乙真人
- 盧卓南 飾 太乙弟子/道　士
- 梁照豪 飾 太乙弟子/道　士
- 黃成想 飾 正　丹
- 張松枝 飾 正丹弟子/道　士
- 李海生 飾 一宗道長
- 薛崇基 飾 天　始
- 李志偉 飾 一宗弟子/道　士
- 溫晉民 飾 始徒海
- 趙子豪 飾 始徒亮
- 鄧汝超 飾 客棧掌櫃
- 朱樂輝 飾 殘手下
- 石　 飾 掌　櫃
- 廖麗麗 飾 菜小販
- 李志偉 飾 道　士
- 劉永晉 飾 道　士
- 凌　漢 飾 鄧老爺
- 陳楚翹 飾 村　姑
- 周凱珊 飾 飄　紅
- 博　君 飾 苗疆六邪乙

## 收視
以下為該劇於香港無綫電視翡翠台之收視紀錄：
| 週次 | 集數  | 日期                        | 平均收視            | 收視百分比 |
| ---- | ----- | --------------------------- | ------------------- | ---------- |
| 1    | 01-05 | 1997年12月22日-12月26日     | 27點（157.0萬觀眾） | 70%        |
| 2    | 06-10 | 1997年12月29日-1998年1月2日 | 28點（169.3萬觀眾） | 76%        |
| 3    | 11-15 | 1998年1月5日-1月9日         | 31點（187.4萬觀眾） | 78%        |

## 電視節目的變遷
| 香港無綫電視翡翠台 星期一至五 19:35-20:35 黃金時段第一線劇集 | 香港無綫電視翡翠台 星期一至五 19:35-20:35 黃金時段第一線劇集 | 香港無綫電視翡翠台 星期一至五 19:35-20:35 黃金時段第一線劇集 |
| ------------------------------------------------------------ | ------------------------------------------------------------ | ------------------------------------------------------------ |
|                                                              | 真命天師 （1997.12.22 - 1998.01.09）                         |                                                              |
| 美味天王 （1997.11.10 - 1997.12.19）                         | 花木蘭(無綫電視劇) （1998.01.12 - 1998.02.06）               |                                                              |